# Albert Widmann
Albert Widmann (8 de junio de 1912 - 24 de diciembre de 1986) fue un oficial de las SS y químico alemán que trabajó para el programa de asesinatos en masa de discapacitados Aktion T4 durante la Alemania nazi. Fue condenado en dos juicios separados en los tribunales de Alemania Occidental en la década de 1960 por sus actividades criminales durante la Segunda Guerra Mundial. 
En el marco de la Aktion T-4, tras descartarse los métodos de asesinato empleados con los niños por considerarlos demasiado lentos, se acordó, a propuesta del médico de Hitler Karl Brandt, gasear a los discapacitados con monóxido de carbono. Albert Widmann fue el encargado de idear la forma concreta de llevarlo a la práctica. Hizo construir una cámara hermética en la prisión abandonada de la ciudad de Brandenburg con las paredes cubiertas de azulejos para que pareciera una ducha, lo que se esperaba que facilitaría que los pacientes entraran allí sin miedo. El gas salía por unos agujeros y la cámara estaba cerrada por una puerta hermética con una ventanilla de cristal para ver lo que sucedía en su interior. A la primera demostración con ocho víctimas asistieron Philipp Bouhler, Brandt y Viktor Brack y otros oficiales del T-4, además de Leonardo Conti, jefe del «área de Salud del Reich», que también había participado en la toma de decisiones del «programa de eutanasia». El resultado fue tan «satisfactorio» ―los ocho pacientes murieron en pocos minutos― que enseguida se construyeron cámaras de gas del mismo tipo en los centros de exterminio de Grafeneck, Hartheim, Hadamar ―creado en diciembre de 1940 y que sustituyó al de Grafeneck―,  Sonnenstein y Bernburg ―este último sustituyó a la instalación original de Brandenburg―. Cada centro sería responsable de los asesinatos en una región concreta de Alemania. En Grafeneck y Hadamar, en total fueron asesinadas 20.000 personas, y la misma cifra se alcanzó en el centro de Sonnenstein y en el de Hartheim. También fueron 20.000 las víctimas en los centros de Brandenburg y Bernburg. En total sumarían 80.000 asesinados.
Cuando el programa T-4 se suspendió en agosto de 1941, tras la denuncia que habían hecho del mismo el obispo católico Clemens von Galen, Widmar, como inventor de la cámara de gas estándar empleada en el programa de «eutanasia» T-4, fue enviado al Este, como otros técnicos del T-4, encabezados por sus dos máximos responsables, Bouhler y Brack. Widmar visitó Minsk y Mogilev, donde el Einsatzgruppen B de las SS, cuyo jefe era Arthur Nebe, había solicitado asistencia técnica para matar a los pacientes mentales de la zona. Después de probar el confinamiento de los pacientes en un edificio y hacerlo saltar por los aires con explosivos, Widmann sugirió emplear camionetas móviles con compartimentos herméticamente cerrados en donde serían gaseados con monóxido de carbono los pacientes allí encerrados.